# Лю Яо
Лю Яо (спрощ.: 刘曜; кит. трад.: 劉曜; піньїнь: Liú Yào; помер 329) — імператор хуннської держави Рання Чжао періоду Шістнадцяти держав.

## Життєпис
Був сином Лю Люя, двоюрідного брата Лю Юаня. Коли батько помер, Лю Яо переїхав на виховання до свого дядька. Коли Лю Юань проголосив незалежність і заснував державу Північна Хань, Лю Яо став одним з його головних полководців. 307 року він разом з Лю Цуном і Ван Ми здійснив набіг на Лоян, але той напад був відбитий. 309 року він здійснив ще один невдалий набіг на столицю Західної Цзінь.
Після смерті Лю Юаня Лю Цун повалив і вбив його спадкоємця Лю Хе і сам зайняв трон. Новий імператор надав Лю Яо велике військо. 311 року Лю Яо разом з Ван Мі, Ши Ле та Хуянь Янем захопив Лоян та взяв у полон імператора Сима Чі. Того ж року син Лю Цуна Лю Цань захопив Чанань, а Лю Яо очолив весь Чананський регіон, хоч місто й відбив цзінський генерал Цюй Юнем. 312 року Лю Яо зазнав серйозного поранення й ледь не потрапив у полон до Цзінь, але зміг утекти, коли генерал Фу Ху віддав йому свого коня та поклав життя, прикриваючи його відхід.
316 року Лю Яо зумів знову захопити Чанань та взяти в полон імператора Сима Е. За такий успіх Лю Цун надав йому титул «Цінський князь».
318 року під час пожежі в імператорському палаці загинули 20 членів родини Лю. Сам імператор, який сильно переживав через загибель свого сина Лю Кана, невдовзі помер, а трон зайняв Лю Цань. Останній, однак, протримався при владі лише трохи більше місяця. Його тесть Цзінь Чжунь, китаєць за національністю, налаштував частину придворних проти імператора та, зрештою, вбив Лю Цаня. Після цього привселюдно були страчені всі родичі. Тіла Лю Юаня й Лю Цуна були вириті з могил й обезголовлені, а храм пращурів роду Лю — спалений.
Довідавшись про те, Ши Ле і Лю Яо з двох сторін рушили свої війська на столицю. Ті чиновники та члени родини Лю, хто зміг утекти з Піньяна, запропонували Лю Яо зайняти трон, і він погодився. Цзінь Чжунь був убитий своїми ж прибічниками, які звели на престол його сина Цзінь Міна. Останній запропонував Лю Яо свою покірність, однак Ши Ле атакував Піньян. Цзінь Мін утік і здався Лю Яо, втім останній стратив його самого та всіх його родичів. Оскільки Піньян було практично цілком зруйновано, Лю Яо зробив новою столицею Чанань.
319 року Ши Ле відрядив посольство з висловленням покори. Лю Яо був задоволений, оскільки Ши Ле ефективно керував східною половиною імперії. Однак один із членів посольства, який бажав залишитись у Чанані, повідомив йому, що насправді Ши Ле готує напад. Розлючений Лю Яо вирізав усе посольство. Довідавшись про це, Ши Ле проголосив себе Чжаоським князем, ставши правителем незалежної держави Пізня Чжао.
Імпульсивність Лю Яо призвела до повстання племен ді та цян 320 року, яке імператор придушив.
322 року під час походу проти ді Лю Яо захворів. Його генерал Чень Ань, помилково вирішивши, що той уже помер, проголосив себе незалежним Лянським князем. 323 року Лю Яо, який одужав, особисто очолив похід на ставку Чень Аня — Шанду. Чень Ань був розбитий, схоплений і страчений, а його землі повернулись до складу Чжао. Після цього Лю Яо продовжив похід на захід й атакував васала імперії Цзінь — державу Рання Лян. Були розбиті всі опорні пункти Ранньої Лян на схід від Хуанхе, після чого правитель Ранньої Лян Чжан Мао (який мав наданий Цзінь титул «Сіпінський князь») визнав сюзеренітет Чжао, і Лю Яо надав йому титул Лянського князя.
Від 324 року тривали постійні бої між силами Ранньої Чжао та Пізньої Чжао. Восени 328 року Ши Ху атакував округ Хедун. Лю Яо, який особисто очолив війська, розбив Ши Ху, після чого пішов на південь і взяв в облогу Лоян. Ши Ле, остерігаючись, що після цього Лю Яо піде на його столицю Сянґо, взимку 328 року теж особисто очолив війська, що були відряджені в підмогу до Лояна. Згодом відбулась битва між двома арміями, під час якої Лю Яо був поранений і взятий у полон. Пізніше Лю Яо був страчений, після чого сили Пізньої Чжао остаточно знищили Ранню Чжао.

## Девіз правління
- Ґуанчу (光初) 318—329